# غاري سكوت (لاعب كرة قدم أمريكية)
غاري سكوت (بالإنجليزية: Gari Scott)‏ هو لاعب كرة قدم أمريكية أمريكي، ولد في 2 يونيو 1978 في ويست بالم بيتش في الولايات المتحدة.

## وصلات خارجية
- غاري سكوت على موقع مرجع كرة القدم المحترفة.كوم (الإنجليزية)
- غاري سكوت على موقع كلية كرة القدم في سبورتس رفرنس.كوم (الإنجليزية)